# (16018) 1999 CJ67
A (16018) 1999 CJ67 a Naprendszer kisbolygóövében található aszteroida. A LINEAR projekt keretében fedezték fel 1999. február 12-én.